# Dzieci prerii
Dzieci prerii (tytuł oryg. Children of the Dust) – amerykański telewizyjny film fabularny z 1995 roku, zdobywca trzech nominacji do nagrody Emmy. Film oparto na podstawie powieści Clancy’ego Carlile’a pod tym samym tytułem.